# حي الأشرفية (تعز)
حي الأشرفية (تعز) يتكئ جامع الأشرفية على هضبة عالية ويطل عليه قلعة القاهرة الشامخة الشاخصة والتي أطلق عليها (دار الأدب) حيث يعتقل فيه كل من تسول له نفسه شق عصا الطاعة على ملوك الدولة الرسولية (628-858هـ ).
تذكرُ كتب التاريخ أن الملك الأشرف أبو العباس إسماعيل بن الأفضل (761-803هـ )كان يُجِلُّ العلم والعلماء، كما أن له مشاركة في علوم جمة، فقد أخذ الفقه على الفقيه علي بن عبد الله الشاوري، والنحو على الفقيه عبد اللطيف الشرجي، وسمع الحديث على مجد الدين الشيرازي وله مصنفات في النحو والفلك وأخبار الخلفاء والملوك...
وفضلاً عن ذلك فإن له مآثر دينية منها عمارته لجامع المملاح قرية على باب زبيد ومدرسة بتعز وغيرها .
وشرع الملك الأشرف أبو العباس إسماعيل ببناء هذا الجامع الذي يسمى بـ (الأشرفية) نسبة إليه،والذي يحتوي على مدرسة دينية في سنة (696هـ) وتم الانتهاء من بنائها في السنة التي مات فيها.